# 올랄라형제티티
올랄라형제티티 또는 베니티티원숭이(Callicebus olallae)는 신세계원숭이에 속하는 티티원숭이의 일종이다. 볼리비아에서 발견된다. 야생에는 110~150마리가 서식하고 있다.

## 분류학
학명의 종소명은 에콰도르의 동물 수집가 올라라 형제(Alfonso, Manuel Olalla)를 기리기 위한 것이다.

## 특징
모든 티티원숭이처럼 올랄라티티는 비교적 작은 영장류로 털이 솜털처럼 푹신하다. 등과 바깥다리는 주황빛 갈색이고, 배와 안쪽 다리는 더 밝다. 꼬리는 짙은 회색으로 몸의 다른 부분과 대조를 이룬다. 꼬리는 길고 털이 무성하지만, 잡는꼬리로 사용할 수는 없다. 머리는 작고 둥글며, 회색 얼굴은 검은색 털로 둘러싸여 있다. 귀 뭉치는 흰색이다. 뒷다리는 건너뛰기에 적합하도록 길게 길쭉하다.

## 분포 및 서식지
베니티티원숭이는 볼리비아 베니주 남서쪽 약 400km² 지역에 서식하며, 야쿠마강과 마니케강을 따라 서식한다. 서식지는 숲이며, 해발 400m 이하의 고도에 서식한다.

## 생활 방식
베니티티원숭이의 생활 방식에 대해서는 알려진 바가 거의 없다. 모든 티티 원숭이와 마찬가지로, 베니티티원숭이는 나무에서 생활하는 주행성 동물로 추정되며, 네 발로 기어다니거나 나뭇가지를 뛰어넘는다. 티티원숭이는 엄격한 일부일처제 가족 집단을 이루어 생활한다. 베니티티원숭이 집단은 고정된 영역을 차지하며, 아침에 암수 한 쌍의 울음소리로 같은 종들을 유인한다. 베니티티원숭이의 먹이는 과일이며, 그보다 적지만 잎과 다른 식물성 재료, 그리고 곤충을 먹기도 한다.

## 보전 상태
베니티티원숭이에게 가장 큰 위협은 삼림 벌채와 사냥이다. 이러한 요인들과 좁은 분포 지역으로 인해 IUCN은 베니티티원숭이를 절멸위급종으로 분류하고 있다.